# Юкка Лехтоваара
Юкка Лехтоваара (фін. Jukka Lehtovaara, нар. 15 березня 1988, Турку) — фінський футболіст, що грав на позиції воротаря.
Виступав, зокрема, за клуб «ТПС», а також національну збірну Фінляндії.
Володар Кубка Фінляндії.

## Клубна кар'єра
У дорослому футболі дебютував 2006 року виступами за команду «ТПС», в якій провів вісім сезонів, взявши участь у 165 матчах чемпіонату.  Більшість часу, проведеного у складі «ТПС», був основним голкіпером команди.
Завершив ігрову кар'єру у команді «Інтер» (Турку), за яку виступав протягом 2015—2016 років.

## Виступи за збірні
Протягом 2008–2009 років залучався до складу молодіжної збірної Фінляндії. На молодіжному рівні зіграв у 6 офіційних матчах, пропустив 1 гол.
У 2010 році дебютував в офіційних матчах у складі національної збірної Фінляндії.
Загалом протягом кар'єри в національній команді, яка тривала 7 років, провів у її формі 1 матч.

## Титули і досягнення
- Володар Кубка Фінляндії (1):

«ТПС»: 2010